# Sinfonía n.º 7 (Vaughan Williams)

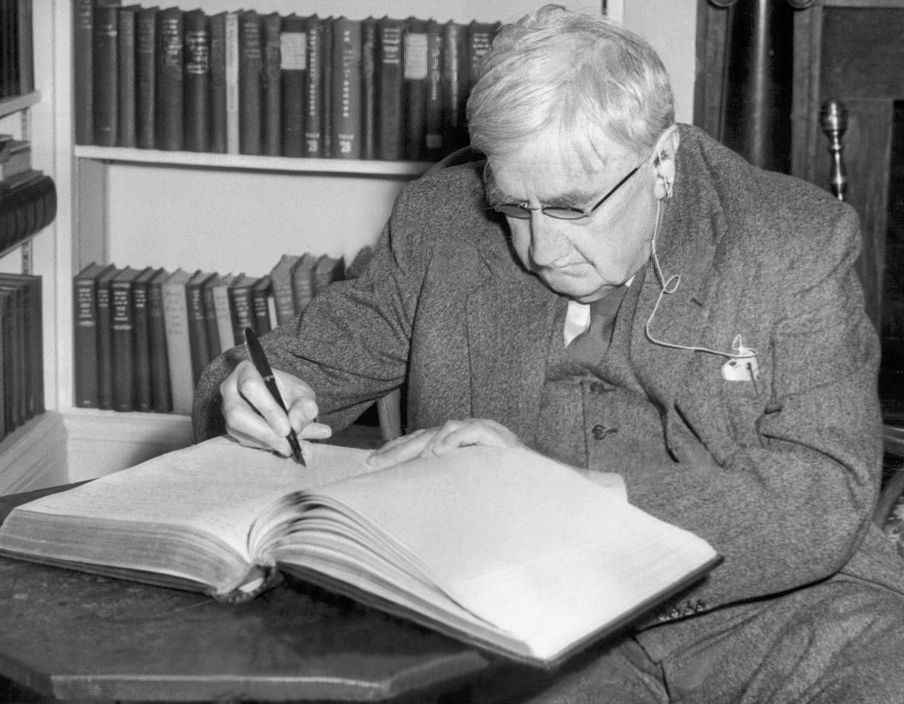
Vaughan Williams en 1954.

La Sinfonía n.º 7, también conocida como Sinfonía antártica o en italiano Sinfonia antartica, es una obra para soprano, coro femenino y orquesta que fue compuesta por Ralph Vaughan Williams entre 1949 y 1952. La obra está dedicada a Ernest Irving.

## Historia

### Composición

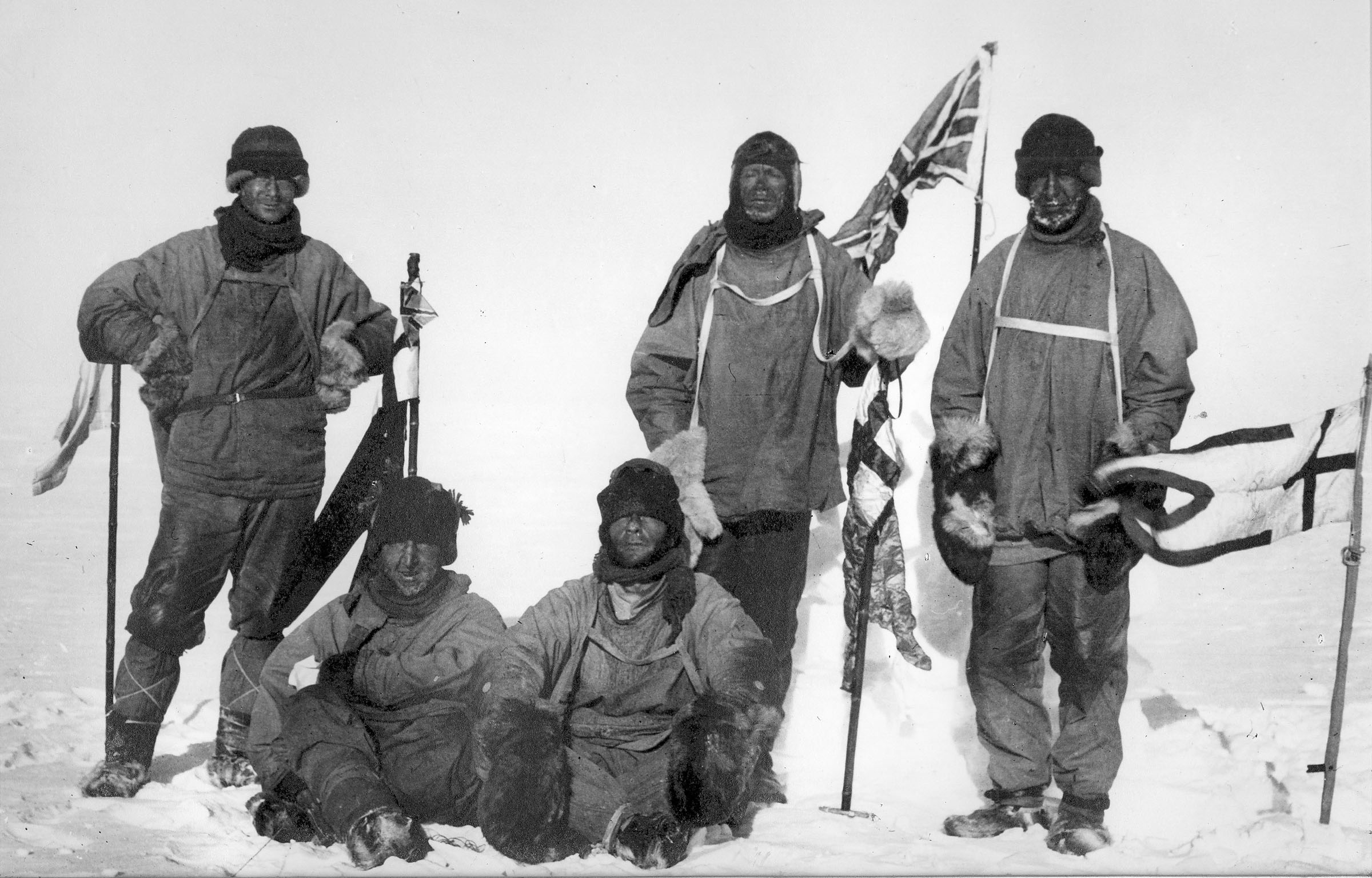
Equipo de la Expedición Terra Nova, enero de 1912. De izquierda a derecha, de pie: Oates, Scott, Wilson; sentados: Bowers, Evans.

La composición de esta pieza se desarrolló entre 1949 y marzo de 1952. Vaughan Williams había compuesto música para cine. De sus 11 partituras cinematográficas, la más célebre es su música para Scott of the Antarctic de 1948 dirigida por Charles Frend para los estudios Ealing. La película narra la historia de la fallida Expedición Terra Nova encabezada por el capitán Robert Falcon Scott para ser el primero en llegar al Polo Sur. El tema de la lucha del hombre contra la naturaleza y el posterior fracaso humano encendió la imaginación del maestro inglés. Se adelantó a la producción del largometraje y compuso la mayor parte de la música sin referencia visual alguna de la película. Para el compositor había una asociación directa de la gesta de Scott con la Primera Guerra Mundial y se convirtió en una de las influencias más poderosas en el diseño de esta obra. La música resultante tenía una fuerza independiente inusual y se prestaba especialmente bien a un tratamiento sinfónico programático. Tras escribir la música para la película sobre Scott, el compositor escribió en una carta a su editor Alan Frank a finales de 1948: "no debe impedir que haga más adelante una sinfonía sobre los temas si alguna vez me siento inclinado a hacerlo". Acabó incorporando gran parte de esta música a su Sinfonía n.º 7.
La dedicatoria de la partitura fue para Ernest Irving, que era compositor de música cinematográfica y director musical de los estudios Ealing. En 1947 Irving invitó a Vaughan Williams a componer la banda sonora para la película Scott of the Antarctic.
El título que Vaughan Williams quiso asignar a la pieza fue en un principio "Sinfonia Antarctica". No obstante, el 5 de enero de 1953, nueve días antes del estreno, envió una carta a su copista y ayudante Roy Douglas en la que le informaba de que finalmente había aceptado la grafía italiana correcta, "Antartica".

### Estreno y publicación

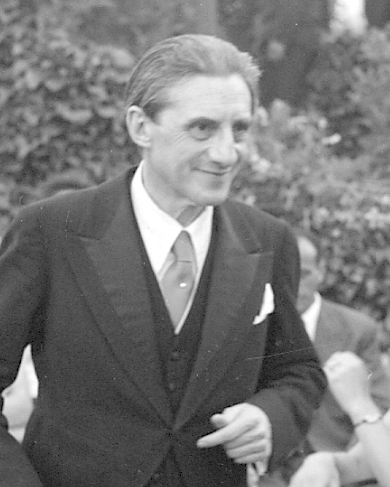
John Barbirolli, director del estreno.

El estreno se celebró el 14 de enero de 1953 en el Free Trade Hall de Mánchester con la interpretación de la Orquesta Hallé de Mánchester y la soprano solista Margaret Ritchie, bajo la batuta de John Barbirolli. Asistió el hijo de Scott, Peter, el artista y naturalista. La primera interpretación en Estados Unidos tuvo lugar el 2 de abril de 1953 y corrió a cargo de la Orquesta Sinfónica de Chicago dirigida por Rafael Kubelík.
La primera edición de la pieza fue llevada a cabo en 1953 por la editorial Oxford University Press en Londres. Algunas sinfonías de Vaughan Williams fueron publicadas con títulos descriptivos (A Sea Symphony, A London Symphony, A Pastoral Symphony); otras se publicaron como Sinfonía en fa menor, en re mayor y en mi menor. A las del último grupo se las denominaba Sinfonías n.º 4, 5 y 6, pero Vaughan Williams lo desaprobaba: "Nunca he puesto números a mis sinfonías y no quiero empezar ahora". Finalmente esta se publicó bajo el título descriptivo en italiano "Sinfonia antartica".

## Instrumentación
La partitura está escrita para una gran orquesta formada por:
- Viento madera: 3 flautas (la tercera doblando al flautín), 2 oboes, 1 corno inglés, 2 clarinetes, 1 clarinete bajo, 2 fagotes, 1 contrafagot.
- Viento metal: 4 trompas, 3 trompetas, 3 trombones, 1 tuba.
- Percusión: timbales, bombo, caja, platillos, triángulo, gong, campanas, xilófono, vibráfono, glockenspiel, eolífono.
- Teclado: celesta, piano, órgano.
- Cuerda: arpa y una sección de cuerdas con violines I y II, violas, violonchelos y contrabajos.
- Voces: soprano solista, un coro femenino y narrador ad lib.

La orquesta es la más amplia jamás usada por el maestro inglés, que se ve aumentada aquí por vibráfono, órgano e incluso un eolífono, que es un instrumento musical especial que se utiliza para producir el sonido del viento. Esta pieza marca un nuevo interés en sonoridades orquestales inusuales por parte del compositor de 80 años. El órgano solamente aparece en el tercer movimiento. Se suele contar con un narrador que va recitando antes de cada movimiento las citas literarias incluidas en la partitura. Se hace un uso atmosférico de las voces de la soprano solista (desde fuera del escenario) y el coro femenino a tres voces que intervienen cantando sin palabras en el primer y el último movimiento.

## Estructura y análisis
La sinfonía consta de cinco movimientos:
- I. Prelude. Andante maestoso 3
4
- II. Scherzo. Moderato 6
8
- III. Landscape. Lento 4
4
- IV. Intermezzo. Andante sostenuto 3
4
- V. Epilogue. Alla marcia moderato (no troppo allegro) 4
4

La interpretación de esta obra dura aproximadamente entre 40 y 45 minutos. Con sus cinco movimientos, es más una gran suite de concierto que una sinfonía de desarrollo clásico. En opinión de Adrian Boult no se podía clasificar como sinfonía y Job encajaba más con esa descripción. Michael Cookson considera esta pieza como un poema sinfónico a gran escala y encuentra evidentes paralelismos con la Sinfonía alpina (1915) de Richard Strauss. El paisaje sombrío e inhumano de la Antártida está representado por un coro femenino y una soprano solista sin palabras, así como el eolífono. Los imponentes acantilados congelados al borde de la plataforma de hielo son ilustrados por el órgano. Tal vez se podría decir que el germen de la Antártida está en Riders to the Sea, una ópera de un solo acto de Vaughan Williams que es otro ejemplo de la lucha del hombre contra la naturaleza. Las voces lastimeras de las mujeres que lloran a un hombre ahogado anticipan las voces mudas de los vientos antárticos.
En la partitura cada movimiento lleva una superinscripción con una breve cita literaria, que a veces se recita durante la interpretación y también en grabaciones. Los textos citados pertenecen al Libro de los salmos, a obras de los poetas Percy Shelley, Samuel Coleridge, John Donne; así como de los diarios del capitán Robert Falcon Scott. Pero el Vaughan Williams no especificó que debiera leerse y, de hecho, no se hizo en su estreno, en el que el compositor estaba presente, ni en la primera grabación discográfica. Según Mark Satola, el maestro prefería que se leyera en silencio. Las citas declamadas se han incluido en grabaciones como la realizada en 1954 por Adrian Boult, con John Gielgud como narrador, que fue supervisada por el compositor. Lo que sí especificó el autor fue que el cuarto movimiento sucede al tercero sin pausa; así que en este caso la voz que recita se superpone a la música. Beckerman señala que las citas textuales fueron incluidas por el maestro británico para ilustrar literariamente lo que la película Scott of the Antartic logra mediante imágenes.

### I.Prelude. Andante maestoso
El primer movimiento, Prelude. Andante maestoso, está escrito en compás de 3/4. La melodía de apertura, sombría y extenuante, evoca el tema de la lucha del hombre contra la naturaleza implacable. Tras sus oscuras armonías, con su trasfondo de tragedia inevitable, se nos presenta el continente antártico mediante un brillante mosaico de pintura tonal. El vibráfono, las inquietantes voces femeninas y el eolífono ilustran los vientos polares y el entorno hostil. En este frío paisaje se cuela un heráldico toque de trompeta, que representa el desafío del hombre en la región desconocida y lleva el movimiento hacia un clímax optimista impulsado por los crujientes redobles de la caja.

«To suffer woes which hope thinks infinite,

To forgive wrongs darker than death or night,

To defy power which seems omnipotent,

...

Neither to change, nor falter, nor repent:

This... is to be

Good, great and joyous, beautiful and free,

This is alone Life, Joy, Empire and Victor.»
«Sufrir penas que la esperanza considera infinitas,

Para perdonar males más oscuros que la muerte o la noche,

Para desafiar el poder que parece omnipotente,

...

Ni cambiar, ni vacilar, ni arrepentirse:

Esto... es ser

Bueno, grande y alegre, hermoso y libre,

Esto es sólo Vida, Alegría, Imperio y Victoria.»
—Citas de Prometeo liberado de Percy Bysshe Shelley.

### II.Scherzo. Moderato
El segundo movimiento, Scherzo. Moderato, está en compás de 6/8. El Scherzo, que ocupa en este caso el segundo lugar en vez del tercero habitual, describe el viaje a la Antártida lleno de salpicaduras de mar y vientos fríos delineados con un puntillismo al estilo de Claude Debussy. Se exponen los encuentros con las ballenas mediante un profundo tema gimiente en los graves y con un cómico tema de trompeta se ilustran las andanzas de los pingüinos. Se clausura de forma repentina y enigmática, sin el retorno convencional del Scherzo.

«There go the ships, and there is that Leviathan whom thou hast made to take his pastime therein.»
«Ahí van los barcos, y ahí está ese Leviatán que has hecho que se entretenga con ellos.»
—Citas del Salmo 104, versículo 26.

### III.Landscape. Lento
El tercer movimiento, Landscape. Lento, está en compás de 4/4. Este movimiento lleva el subtítulo Landscape (Paisaje). Esta música constituye la piedra angular de la sinfonía. Se trata de la pintura sonora más impresionante que refleja la inmensidad blanca del vasto continente helado. Según Eric Saylor "transmite deliberadamente una sensación de lugar que no es bello y tranquilo, sino misterioso y aterrador". Originalmente esta música acompañaba a la secuencia sobre el impresionante glaciar Beardmore en la película. Un tema desnudo y cromático, construido como un canon en los trombones y la tuba, es acompañado por fragmentos helados y resplandecientes en la percusión. El inexorable peso de esta melodía hace avanzar el movimiento hasta un clímax sobrecogedor en el que la inhumanidad absoluta de la tierra más meridional se hace oír con un estallido a todo pulmón del órgano, tras el cual la música parece desplomarse exhausta.

«Ye ice falls! Ye that from the mountain's brow

Adown enormous ravines slope amain—

Torrents, methinks, that heard a mighty voice,

And stopped at once amid their maddest plunge!

Motionless torrents! Silent cataracts!»
«¡Que el hielo cae! Que desde la cima de la montaña

Bajan por enormes barrancos—

Torrentes, me parece, que oyeron una potente voz,

y se detuvieron al instante en su más alocada caída.

¡Inmóviles torrentes! ¡ Silenciosas cataratas!»
—Cita de Hymn before Sunrise, in the vale of Chamouni de Samuel Taylor Coleridge.

### IV.Intermezzo. Andante sostenuto
El cuarto movimiento, Intermezzo. Andante sostenuto, está en compás de 3/4. El breve Intermezzo, escrito en el estilo lírico tardío del compositor, ofrece un instante de calidez y lirismo. En la película esta música ilustraba los pensamientos dedicados a los seres queridos y los recuerdos de los paisajes de la tierra natal, mientras los sentenciados exploradores yacían en su tienda inmovilizados por una tormenta a sólo once millas de la base donde tenían las provisiones. El tema principal es entonado por un oboe solista sobre una picante mezcla de armonías mayores y menores. La música que originalmente se dedicó para reflejar el suicidio del Oates, que abandonó la tienda durante una feroz ventisca, suena con un tono funesto que se desarrolla más plenamente en el Finale.

«Love, all alike, no season knows, nor clime,

Nor hours, days, months, which are the rags of time.»
«El amor, todo por igual, no conoce estación, ni clima,

ni horas, ni días, ni meses, que son los harapos del tiempo.»
—Cita de The Sun Rising de John Donne.

### V.Epilogue. Alla marcia moderato (no troppo allegro)
El quinto y último movimiento, Epilogue. Alla marcia, moderato (no troppo allegro), está en compás de 4/4. El Finale se abre con el tema del toque de trompeta del Preludio pero ahora transformado en modo menor. El extenuante tema es ahora una decidida marcha que refleja el heroísmo y la valentía del equipo de Scott en su lucha contra las adversidades. El optimismo es cortado por la Antártida representada mediante la impasible vocalización de la soprano y el coro junto con el eolífono, que envuelven la música en una fría tormenta de derrota. El tema reaparece de forma elegíaca y entonces la nieve a través de las voces sin letra junto con la máquina de viento tienen la última palabra.

«I do not regret this journey; we took risks, we knew we took them, things have come out against us, therefore we have no cause for complaint.»
«No me arrepiento de este viaje; corrimos riesgos, sabíamos que los corríamos, las cosas nos han salido mal, por lo tanto no tenemos motivo de queja.»
—Cita de Last Journal del capitán Robert Falcon Scott.

## Recepción de la obra
El estreno en 1953 supuso un rotundo éxito. El propio Vaughan Williams declaró que era su "primer debut impecable" y apodó al director Barbirolli "el glorioso John". Aunque hubo debate sobre si se trataba de una sinfonía o una suite de música para cine, un importante crítico destacó la "forma sinfónica magistral y completamente unificada" de la obra. El crítico musical Mark Morris escribió que la Sinfonia antartica ha sido "tratada como el patito feo" de la producción sinfónica de Vaughan Williams.

## Discografía selecta
| Año  | Dirección               | Soprano            | Coro y orquesta                                                                   | Narrador          | Lugar                          | Discográfica                      |
| ---- | ----------------------- | ------------------ | --------------------------------------------------------------------------------- | ----------------- | ------------------------------ | --------------------------------- |
| 1953 | John Barbirolli         | Margaret Ritchie   | Coro y Orquesta Hallé de Mánchester                                               | —                 | Free Trade Hall                | HMV ALP 1102                      |
| 1953 | Adrian Boult            | Margaret Ritchie   | Orquesta Filarmónica de Londres                                                   | John Gielgud      | Kingsway Hall                  | Decca LXT 2912                    |
| 1967 | André Previn            | Heather Harper     | Coro Ambrosiano y la Sinfónica de Londres                                         | Ralph Richardson  | Kingsway Hall                  | RCA Victor SB 6736                |
| 1969 | Adrian Boult            | Norma Burrowes     | Coro y Orquesta Filarmónica de Londres                                            | —                 | Kingsway Hall                  | HMV ASD 2631                      |
| 1970 | Ainslee Cox             | Jacqueline Pierce  | Coro femenino y Orquesta Sinfónica Americana                                      | Franklin Williams | Carnegie Hall                  | CRQ Editions CD 251               |
| 1984 | Bernard Haitink         | Sheila Armstrong   | Coro y Orquesta Filarmónica de Londres                                            | —                 | Royal Festival Hall            | LPO 0072                          |
| 1984 | Bernard Haitink         | Sheila Armstrong   | Coro y Orquesta Filarmónica de Londres                                            | —                 | Abbey Road                     | EMI CDC 7 47516 2                 |
| 1989 | Guennadi Rozhdéstvenski | Elena Dof-donskaya | Coro de cámara del Conservatorio de Moscú y Orquesta Sinfónica Estatal de la URSS | —                 | Edif. Philharmonia, Leningrado | Melodiya CD 10-02170-5            |
| 1989 | Bryden Thomson          | Catherine Bott     | Coro y Orquesta Sinfónica de Londres                                              | —                 | St Jude-on-the-Hill, Hampstead | Chandos CHAN 8796                 |
| 1990 | Vernon Handley          | Alison Hargan      | Royal Liverpool Philharmonic & Choir                                              | —                 | Philharmonic Hall, Liverpool   | EMI Eminence CD EMX 2173          |
| 1991 | Leonard Slatkin         | Linda Hohenfeld    | Coro y Orquesta Philharmonia                                                      | —                 | Abbey Road                     | RCA Victor Red Seal 09026-61195-2 |
| 1992 | Raymond Leppard         | Dominique Labelle  | Coro y Orquesta Sinfónica de Indianapolis                                         | —                 |                                | Koss Classics KC 2214             |
| 1996 | Andrew Davis            | Patricia Rozario   | Coro y Orquesta Sinfónica de la BBC                                               | —                 | Iglesia S Agustín              | Teldec 0630-13139-2               |
| 1996 | Kees Bakels             | Lynda Russell      | Waynflete Singers y Orquesta Sinfónica de Bournemouth                             | David Timson      | Poole Arts Centre              | Naxos 8.550737                    |
| 2017 | Andrew Davis            | Mari Eriksmoen     | Grieg Kor; Coro y Orquesta Filarmónica de Bergen                                  | —                 | Grieghallen, Bergen            | Chandos CHSA 5186                 |
| 2018 | Andrew Manze            | Rowan Pierce       | Royal Liverpool Philharmonic & Choir                                              | Timothy West      | Philharmonic Hall, Liverpool   | Onyx ONYX4190                     |
| 2019 | Mark Elder              | Sophie Bevan       | Coro y Orquesta Hallé de Mánchester                                               | —                 | Bridgewater Hall, Manchester   | Hallé CD HLD 7558                 |